# Pragelato
Pragelato é uma comuna italiana da região do Piemonte, província de Turim, com cerca de 452 habitantes. Estende-se por uma área de 88 km², tendo uma densidade populacional de 5 hab/km². Faz fronteira com Exilles, Oulx, Salbertrand, Usseaux, Fenestrelle, Sauze d'Oulx, Massello, Sestriere, Sauze di Cesana, Salza di Pinerolo, Prali.

## Demografia
| Variação demográfica do município entre 1861 e 2011                               |
|                                                                                   |
| Fonte: Istituto Nazionale di Statistica (ISTAT) - Elaboração gráfica da Wikipedia |